# Charles-Thomas Thibault
Pour les articles homonymes, voir Thibault.
Charles-Thomas Thibaut (né à Beynes le 24 février 1796 mort à Paris le 4 mai 1861), est un ecclésiastique qui fut évêque de Montpellier de 1835 à 1861.

## Biographie
Charles Thomas Thibaut naît à Beynes près de Montfort-l'Amaury dans l'actuel département des Yvelines. Il est le fils d'un épicier Charles Thibault et de Rosalie Victoire Lemaire. Destiné à l'Église, il commence ses études au collège de Nogent-Le-Rotrou. Il entre ensuite en 1816 au séminaire de Saint-Sulpice où il est ordonné prêtre en 1820 et chargé de desservir la cure de Gassicourt.
Il devient ensuite le secrétaire de Paul-Thérèse-David d'Astros qui lors de sa nomination comme évêque de Bayonne lui demande de l'accompagner dans son diocèse et en fait un chanoine de sa cathédrale de Bayonne. Après que son protecteur a été promu à l’archevêché de Toulouse, Charles-Thomas Thibaut décide de revenir à Paris en 1832. Il devient chanoine du chapitre de Notre-Dame avant d'être désigné comme évêque de Montpellier, confirmé le 24 juillet 1835, il est consacré le 23 août suivant par l'archevêque de Paris.
Soutien de la maison d'Orléans, il se heurte à un clergé et des notables montpelliérain très largement légitimistes et contrarie leurs tentatives de résistance à la monarchie de Juillet. Il s'oppose également aux menées des révolutionnaires après l'instauration de la Deuxième République, refusant l'alliance entre les orléanistes et les républicains modérés et préférant se tourner vers les légitimistes. Ainsi, il écrit le 26 février 1849 dans L’Écho du Midi : « Calculez les conséquences de ces agissements socialistes sur les populations ouvrières de nos villes […], l’Église n’a pas à trembler seule devant ces odieuses profanations de nos mystères. Derrière elle, c’est la société elle-même que tout ce délire de l’idée démagogique menace des plus affreux 
malheurs ».
Le 17 juillet 1858, revenant de la station balnéaire des Cauterets, il s'arrête à Lourdes et rencontre Bernadette Soubirous qui n'ayant jamais rencontré un évêque l'appelle « monsieur le curé ». Ayant appris l'occitan, il peut s'adresser à elle dans sa langue natale. Il offre son chapelet (en or) à la jeune fille mais celle-ci refuse avec tact. Le prélat décide alors de se rendre à Tarbes afin de parler de Bernadette à son confrère, Bertrand-Sévère Laurence. 
Il meurt lors d'un voyage à Paris le 4 mai 1861 et est inhumé à Montpellier le 11 mai suivant.

## Distinctions
- Commandeur de la Légion d'honneur (11 aout 1859)[4]